# Arne Hardis
Arne Hardis (født 19. februar 1958) er en dansk journalist og forfatter.
Hardis blev uddannet fra Danmarks Journalisthøjskole i 1986. Han har tidligere arbejdet ved Socialistisk Weekend, men arbejder i dag med politisk stof på Weekendavisen.
I 2006 modtog han Statens Kunstråds arbejdslegat.
I 2010 udgav han en biografi om Otto Melchior.
Med Hans Mortensen modtog han Den Berlingske Fonds Journalistpris i 2015.